# Fabio Scherer
Fabio Scherer (Engelberg, 13 juni 1999) is een Zwitsers autocoureur.

## Carrière
Scherer begon zijn autosportcarrière in het karting in 2009 en nam vooral deel aan Zwitserse kampioenschappen. In 2014 werd hij nationaal kampioen in de KF3-klasse. In 2015, zijn laatste seizoen in de karts, maakte hij de overstap naar het Europees kampioenschap.
In 2016 maakte Scherer de overstap naar het formuleracing, waarbij hij debuteerde in het ADAC Formule 4-kampioenschap bij het team Jenzer Motorsport. Hij kende een goed eerste seizoen, waarbij een verrassende overwinning op de Lausitzring het hoogtepunt was. Naast deze zege behaalde hij echter slechts nog één kampioenschapspunt en werd zo zeventiende in het klassement met 26 punten. Daarnaast reed hij voor Jenzer ook in de eerste drie raceweekenden van het Italiaanse Formule 4-kampioenschap, waarin een negende plaats op de Adria International Raceway zijn beste klassering was.
In 2017 begon Scherer het seizoen in het Verenigde Arabische Emiraten Formule 4-kampioenschap, waarin hij de laatste twee raceweekenden op het Yas Marina Circuit reed voor het Rasgaira Motorsports Team. Hij won de laatste race van het eerste raceweekend en werd achtste in de eindstand met 84 punten. Aansluitend keerde hij terug naar de ADAC Formule 4, waarin hij overstapte naar het team US Racing, het team van voormalig Formule 1-coureur Ralf Schumacher. Hij won één race op de Sachsenring en werd zo vijfde in het kampioenschap met 154,5 punten.
In 2018 maakte Scherer zijn Formule 3-debuut in het Europees Formule 3-kampioenschap, waarin hij uitkwam voor het team Motopark. Tijdens het eerste raceweekend op het Circuit de Pau-Ville behaalde hij direct een vierde plaats in de race. Later in het seizoen behaalde hij op Spa-Francorchamps zijn eerste podiumplaats in een race met een tweede positie achter Daniel Ticktum, en in het daaropvolgende raceweekend later op Silverstone behaalde hij zijn eerste pole position. Zijn resultaten in de rest van het seizoen waren echter wisselvallend en met 64 punten eindigde hij uiteindelijk als veertiende in het klassement.
In 2019 is de Europese Formule 3 vervangen door het nieuwe FIA Formule 3-kampioenschap. In deze klasse komt Scherer uit voor het Sauber Junior Team by Charouz.